# Gunilla Alsiö
Gunilla Alsiö, född 29 november 1946, är en svensk ergonom och uppfinnare.
Gunilla Alsiö växte upp i bruksorter i Mellansverige. Hon utbildade sig 1979–1981 till arbetsterapeut i Stockholm och 1997–1999 till ergonom vid Linköpings universitet med magisterexamen 1999. Hon har arbetat som arbetsterapeut inom kriminalvården och på Södersjukhuset i Stockholm och som ergonomikonsult i egen firma 1994–2000.
Hon har uppfunnit det virtuella tangentbordet Senseboard, som bland annat kan minska belastningsskador för personer som arbetar vid datorer. Senseboard-tekniken innebär, att man har klämmorpå händerna, med sensorer som läser av rörelserna när man skriver med fingrarna på en valfri yta eller i luften, utan tangentbord. Senseboard fick branschpriset "Bästa nya teknik" 2001 på Comdexmässan i USA. Senseboard är patenterad och mönsterskyddad.
Hon grundade 2000 Senseboard Technologies AB, senare filial till amerikanska Senseboard Inc.